# Sječevac
Sječevac je naselje koje se nalazi u sastavu Grada Samobora, Zagrebačka županija. Površina naselja iznosi 4,47 km2.

## Stanovništvo
Prema popisu stanovništva iz 2011. godine, naselje je imalo 14 stanovnika te 7 obiteljskih kućanstava prema popisu iz 2001.
| broj stanovnika | 50    | 60    | 60    | 69    | 69    | 79    | 79    | 86    | 79    | 71    | 54    | 56    | 65    | 46    | 15    | 14    | 8     |
|                 | 1857. | 1869. | 1880. | 1890. | 1900. | 1910. | 1921. | 1931. | 1948. | 1953. | 1961. | 1971. | 1981. | 1991. | 2001. | 2011. | 2021. |

## Znamenitosti
- Kuća u Sječevcu, zaštićeno kulturno dobro